# Gallneukirchen
Gallneukirchen est une commune autrichienne du district d'Urfahr-Umgebung en Haute-Autriche.

## Jumelage
- Northeim (Allemagne) depuis 1992[1]